# Logotipos da Wikipédia

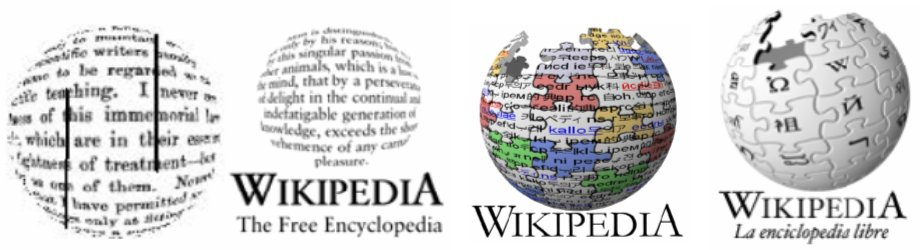
Os quatro primeiros logotipos utilizados pela Wikipédia desde sua criação.

Logotipos da Wikipédia são os sinais gráficos que representam a identidade do projeto Wikipédia desde a sua criação em 2001. A Wikipédia tem usado, desde então diferentes logotipos, todos eles incluem uma esfera escrita como uma forma central, simbolizando o mundo e o conhecimento.
Desde 2003 foi adotada uma esfera incompleta, conhecido como wikiesfera, composta por peças de um quebra-cabeça com pedaços de escrita, acompanhada da expressão «Wikipedia the free encyclopedia» (Wikipédia A enciclopédia livre), traduzido para o idioma em que está escrito em cada uma.
Em maio de 2010 o logotipo da Wikipedia refeito em 3D foi anunciado, apresentando com várias modificações, dentre elas as peças do quebra-cabeça, agora individualmente modeladas, com novos caracteres, inclusive com a definição daqueles presentes nas peças do lado "oculto" da esfera.

## A primeira imagem
A Wikipédia começou como um projeto em Inglês, em 15 de janeiro de 2001. A imagem usada pela primeira vez a bandeira americana que foi colocada por um dos iniciadores do projeto, Jimmy Wales, de forma precária e sem a intenção de assumir o estatuto do logotipo do projeto. No entanto, o fato gerou algumas críticas sobre o etnocentrismo.

## A primeira identidade oficial

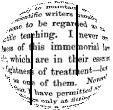
O primeiro Logotipo Wikipédia

Pouco tempo depois, o primeiro logo oficial da Wikipédia foi desenhado. A imagem foi apresentada por Bjørn Smestad, escolhida em uma competição no ano 2000. Em março de 2001, o logotipo já estava "instalado" na margem direita das páginas. Assim, manteve-se até o final de 2001. Após este tempo, continuou sendo usada em páginas especiais, tais como resultados de pesquisa.
Essa versão do logotipo foi feita através da sobreposição de uma frase do escritor e matemático Inglês Lewis Carroll em um círculo, usando o efeito olho de peixe para simular uma esfera. A área é parcialmente atravessado por duas linhas verticais pretas, difícil de interpretar, que aparentam ser ranhuras na esfera.
A frase é uma citação em Inglês tirado de Euclides e seus rivais modernos, de Lewis Carroll, que diz:
| “ | In one respect this book is an experiment, and may chance to prove a failure: I mean that I have not thought it necessary to maintain throughout the gravity of style which scientific writers usually affect, and which has somehow come to be regarded as an ‘inseparable accident’ of scientific teaching. I never could quite see the reasonableness of this immemorial law: subjects there are, no doubt, which are in their essence too serious to admit of any lightness of treatment—but I cannot recognise Geometry as one of them. Nevertheless it will, I trust, be found that I have permitted myself a glimpse of the comic side of things only at fitting seasons, when the tired reader might well crave a moment’s breathing-space, and not on any occasion where it could endanger the continuity of the line of argument. | ” |

Em português, uma tradução correspondente a citação acima seria:
| “ | Em um aspecto, este livro é uma experiência, e tenta provar um erro: Quero dizer que eu não considero que é necessário mantê-lo ao longo da mesma gravidade de estilo que os escritores científicos geralmente usam, e que de alguma forma passou a ser visto como um acidente inseparável do ensinamento científico. Eu nunca conseguia ver a razoabilidade desta lei imemorial: há questões que são de fato muito graves, essencialmente, a admitir qualquer tratamento leve, mas não posso reconhecer a geometria como um deles. Contudo, espero, que seja encontrados para ter o que me permitiu vislumbrar o lado cômico das coisas somente em momentos apropriados, quando o leitor cansado deseja ter uma trégua e não em qualquer ocasião onde possa comprometer a continuidade da linha de argumentação. | ” |

## O segundo logo: The Cunctator

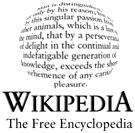
O segundo logotipo usado pela Wikipedia.

Em 20 de novembro de 2001, Larry Sanger, co-fundador da Wikipédia e editor chefe da Nupedia, propôs aos wikipedistas que começaram a estudar um novo logo, sugerindo a inclusão da palavra Wikipedia (sem acento, conforme a grafia original, em inglês), assim como a expressão The free encyclopedia (Em português: A enciclopédia livre). Uma seleção dos 24 candidatos principais foi submetida a uma votação entre novembro e dezembro de 2001, tendo o logo nº. 24, desenhado pelo usuário The Cunctator como vencedor.

Como no logotipo original, a imagem foi feita pela superposição de uma linha em um círculo, utilizando o efeito "olho de peixe" para simular uma esfera. A frase é uma citação de do livro Leviatã de Thomas Hobbes (Parte I, Capítulo VI), que diz:
| “ | Man is distinguished, not only by his reason, but by this singular passion from other animals, which is a lust of the mind, that by a perseverance of delight in the continual and indefatigable generation of knowledge, exceeds the short vehemence of any carnal pleasure. | ” |

Em português, uma tradução correspondente a citação acima seria:
| “ | O homem distingue-se não apenas pela sua razão, mas também por essa paixão dos outros animais, nos quais o apetite de comida e outros prazeres dos sentidos, são de tal modo predominantes, que tiram toda a preocupação em conhecer as causas, este é um desejo da mente que por uma perseverança do prazer em uma contínua e infatigável geração de conhecimento, supera a veemência de qualquer prazer carnal. | ” |

### Adaptações internacionais
Devido ao texto em inglês, o logo mostrou-se inadequado para Wikipédias em outras línguas. Algumas criaram versões do logo em seu próprio idioma. Outras, mantiverem o logo em inglês, porém adicionaram uma bandeira de sua nacionalidade, ou uma tradução de "The Free Encyclopedia". Outras ainda desenharam um logo totalmente distinto.

## A esfera quebra-cabeça original

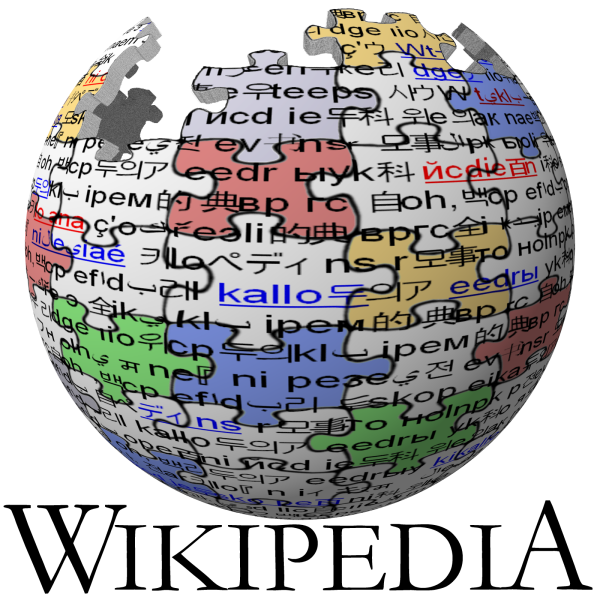
O logo criado por Paul Stansifer.

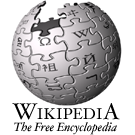
"A Bola de Prata" de Nohat.

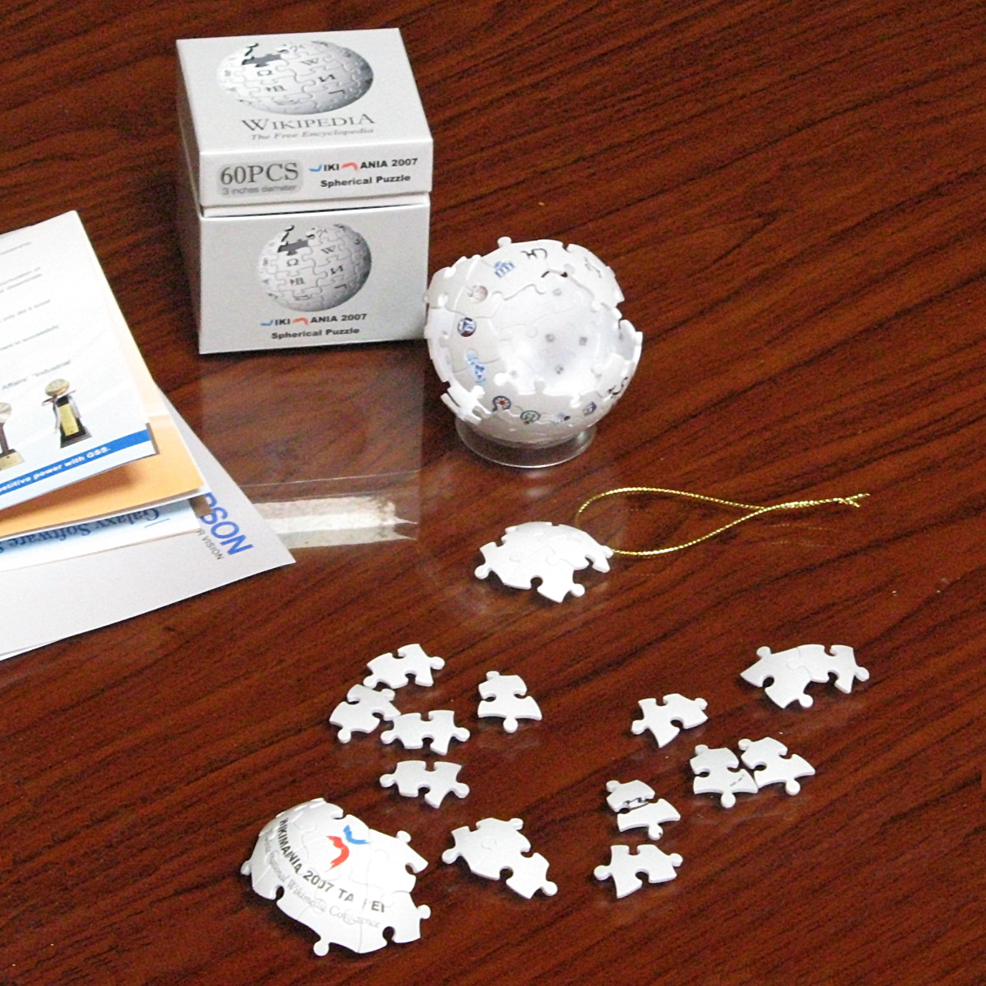
O quebra-cabeça em miniatura.

Após uma  de Erik Möller, foi iniciado um concurso  para definir um logo adequado para todas as linguagens. Após uma votação em dois turnos, um desenho de Paul Stansifer (ex-Paullusmanus) foi escolhido e passou a ser usado oficialmente a partir de 26 de setembro de 2003.
O logo mostrava um globo feito de peças de quebra-cabeça de várias cores. Coberto com textos e links, o logo simbolizava a contínua construção e desenvolvimento do projeto. O logo foi feito em POV-Ray, usando uma imagem de quebra-cabeças projetada em torno de uma esfera. O arquivo .pov encontra-se aqui.

### Variantes
Uma ratificação da votação foi feita em seguida para confirmar o consenso da comunidade. Como resultado, doze adaptações do desenho original foram sugeridas pelos membros da comunidade.
Uma das modificações do de David Friedland (Nohat), identificada com "bola de prata", foi finalmente escolhida. Com a revisão, o desenho original de Stansifer perdeu as cores e o texto corrido foi substituído por um caracter em cada peça do quebra-cabeça.

### Modelos físicos
Um enorme globo apelidado "Wikiball", mostrando uma versão aproximada do logo da Wikipédia, foi exibido na Wikimania 2007. Após o evento, o globo foi desmontado e pedaços dele foram disputados pelos participantes. Um modelo menor foi distribuído aos participantes.

## O novo logo 3D

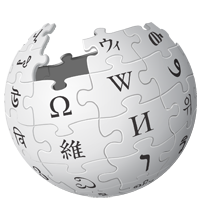
Atual logotipo da Wikipedia.

Embora a versão de Nohat fosse feita em POV-Ray, era apenas uma imagem projetada em uma esfera, com um mapa de relevo aplicado para simular a separação das peças.
Algumas inciativas independentes começaram a surgir com a intenção de criar um objeto efetivamente tridimensional, com cada peça do quebra-cabeça esculpida indedependentemente, permitindo variadas representações.
No final de 2009, a Wikimedia Foundation decidiu corrigir alguns problemas existentes na esfera quebra-cabeça tais como pequenos erros tipográficos, limitações de ampliação da imagem existente, além de melhorias na definição do sombreamento da esfera. A oportunidade foi aproveitada também para o desenvolvimento de uma esfera totalmente nova, com cada peça do quebra-cabeça redesenhada independentemente em 3D, além da uniformização do logotipo pelas diversas Wikipédias.
Para isso, a Wikimedia Foundation contou com a colaboração do designer Philip Metschan, de San Francisco. Voluntários trabalharam pesquisando quais caracteres constavam no logo existente e uma discussão foi levada adiante para definir quais caracteres deveriam constar no novo logo, incluindo aqueles nas peças do lado "oculto da esfera. Uma significativa modificação na identidade da Wikipédia foi a adoção da fonte Linux Libertine, distribuída sob Código aberto (open source) em substituição à fonte Hoefler Text, anteriormente usada. Em maio de 2010 o novo logotipo foi finalmente apresentado.

## Ligações Externas
- «Wikimedia official marks/About the official Marks» (em inglês)